# Decimus Valerius Taurus Catullus Messallinus Asiaticus
 (octobre 2023).
La mise en forme du texte ne suit pas les recommandations de Wikipédia : il faut le « wikifier ».
Les points d'amélioration suivants sont les cas les plus fréquents. Le détail des points à revoir est peut-être précisé sur la page de discussion.
- Les titres sont pré-formatés par le logiciel. Ils ne sont ni en capitales, ni en gras.
- Le texte ne doit pas être écrit en capitales (les noms de famille non plus), ni en gras, ni en italique, ni en « petit »…
- Le gras n'est utilisé que pour surligner le titre de l'article dans l'introduction, une seule fois.
- L'italique est rarement utilisé : mots en langue étrangère, titres d'œuvres, noms de bateaux, etc.
- Les citations ne sont pas en italique mais en corps de texte normal. Elles sont entourées par des guillemets français : « et ».
- Les listes à puces sont à éviter, des paragraphes rédigés étant largement préférés. Les tableaux sont à réserver à la présentation de données structurées (résultats, etc.).
- Les appels de note de bas de page (petits chiffres en exposant, introduits par l'outil «  Source ») sont à placer entre la fin de phrase et le point final[comme ça].
- Les liens internes (vers d'autres articles de Wikipédia) sont à choisir avec parcimonie. Créez des liens vers des articles approfondissant le sujet. Les termes génériques sans rapport avec le sujet sont à éviter, ainsi que les répétitions de liens vers un même terme.
- Les liens externes sont à placer uniquement dans une section « Liens externes », à la fin de l'article. Ces liens sont à choisir avec parcimonie suivant les règles définies. Si un lien sert de source à l'article, son insertion dans le texte est à faire par les notes de bas de page.
- La présentation des références doit suivre les conventions bibliographiques. Il est recommandé d'utiliser les modèles {{Ouvrage}}, {{Chapitre}}, {{Article}}, {{Lien web}} et/ou {{Bibliographie}}. Le mode d'édition visuel peut mettre en forme automatiquement les références.
- Insérer une infobox (cadre d'informations à droite) n'est pas obligatoire pour parachever la mise en page.

Pour une aide détaillée, merci de consulter Aide:Wikification.
Si vous pensez que ces points ont été résolus, vous pouvez retirer ce bandeau et améliorer la mise en forme d'un autre article.
Decimus Valerius Taurus Catullus Messalinus Asiaticus (aussi nommé: Decimus Valerius Taurus Lollius Asiaticus Catullus Messalinus) était un aristocrate romain.

## Biographie
Il était le fils du riche, éminent et puissant sénateur romain Marcus Lollius Paulinus Decimus Valerius Asiaticus Saturninus et de la noble (Valeria) Fabulla, tous deux issue d'une famille de rang consulaire. Les parents de son père étaient le légat Decimus Valerius Asiaticus et son épouse, Lollia Saturnina. Par sa mère, il était probablement le descendant de Titus Statilius Taurus ; et on présume qu'il est le dernier descendant connu du frère du poète Catulle. Il est né et a grandi à Rome.

## Carrière
En 105, sous le règne de l'empereur Trajan, alors qu'il n'est qu'un enfant (puer), il fut assistant des frères d'Arval. Selon les inscriptions, Asiaticus était honoré sur l'île grecque de Samos et dans l'ancienne ville grecque d'Éphèse.
À la mort d'Asiaticus, il fut honoré de deux inscriptions funéraires grecques à Éphèse. Les inscriptions honorifiques le célèbrent comme étant le fils de Marcus Lollius Paulinus Decimus Valerius Asiaticus Saturninus et sa carrière de prêtre servant à Rome.
υίωνῷ Δ[έκμου έκγό]-
νῳ, Ούλ[τινία Ταύρῳ Κατύλ]-
λῳ Μεσσα[λίνῳ Άσιατικᾢ, Ούα]-
λερίου Άσια[τικοῦ υίᾢ]
[Ταύρῳ Κ]ατύλλῳ Μεσσαλίνῳ Άσια]-
[τικῲ, Ούα]λερίο[υ Άσιατικοῦ]
[υίῷ πο]ντίφικ[ος Σαλίου
[Κολλεί]νου, έπάρ[χου Ῥώμης,]
[τρίων άν]δρων [χαλκοῦ]
[άργύρου] χρυσο[ῦ χαρακτη]-
[ριάσαντ]ος, τ[αμία Ῥώμης - ]

## Biographie
- Flavius Josèphe, Mort d'un empereur, University of Exeter Press, 1991
- AK Bowman, E. Champlin et A. Lintott, The Cambridge Ancient History, Volume 10, Cambridge University Press, 1996
- G. Morgan, 69 apr. J.-C. : L'année des quatre empereurs, Oxford University Press, 2005
- MB Skinner, Un compagnon de Catulle (livre électronique Google), John Wiley & Sons, 2010